# Tomas Lotužis
Tomas Lotužis (* 25. Dezember 1992) ist ein litauischer Leichtathlet, der im Weit- und Dreisprung antritt.

## Sportliche Laufbahn
Tomas Lotužis gelang noch keine Qualifikation für internationale Meisterschaften.
2017 und 2020 wurde Lotužis litauischer Meister im Weitsprung im Freien sowie von 2018 bis 2020 in der Halle. Zudem siegte er 2019 und 2020 auch im Dreisprung in der Halle.

## Persönliche Bestleistungen
- Weitsprung: 7,55 m (+1,5 m/s), 14. August 2015 in Ogre
  - Weitsprung (Halle): 7,50 m, 16. Februar 2018 in Klaipėda
- Dreisprung: 15,57 m (+0,2 m/s), 15. August 2020 in Ogre
  - Dreisprung (Halle): 15,29 m, 22. Februar 2020 in Klaipėda